# ألان كرو
ألان كرو هو سياسي بريطاني، ولد في 1 سبتمبر 1940 في جزيرة مان في المملكة المتحدة. انتخب Member of the House of Keys ‏ وانتخب Member of the Legislative Council of the Isle of Man ‏.